# Chrysops viduatus
Chrysops viduatus är en tvåvingeart som först beskrevs av Fabricius 1794.  Chrysops viduatus ingår i släktet Chrysops och familjen bromsar. Arten är reproducerande i Sverige. Inga underarter finns listade i Catalogue of Life.